# Opbouw Drenthe
Opbouw Drenthe was een provinciale organisatie met als doel het bevorderen van de maatschappelijke ontwikkeling van de Drenthe. De organisatie werd in 1926 opgericht onder de naam "Centrale Vereeniging voor den Opbouw van Drenthe", als opvolger van de in 1924/1925 gestarte "Centrale Commissie voor den Oeconomischen, Cultureelen Hygiënischen Opbouw van Drenthe". De belangrijkste reden voor de oprichting van Opbouw Drenthe waren de slechte leefomstandigheden van de veenarbeiders in het zuidoosten van de provincie.

## Geschiedenis
Het initiatief tot de oprichting was afkomstig van de toenmalige commissaris der Koningin in Drenthe Linthorst Homan. Hij maakte zich zorgen over de toekomst van het voormalige veenkoloniale deel in het zuidoosten van de provincie na de instorting van de turfindustrie. Ook koningin Wilhelmina drong, na een werkbezoek aan het 'noodgebied', aan op maatregelen ter verbetering van de leefomstandigheden. In de beginperiode kwam het accent te liggen op de stichting van buurthuizen in het gebied, van waaruit diverse activiteiten zoals maatschappelijk werk, kinder- en jeugdzorg en onderwijs ontplooid werden. Als voorbeeld diende het dorpshuis in Paterswolde, gesticht door Gesina Boerma, die ook betrokken werd als adviseur bij het opzetten van de nieuwe buurthuizen. Ook werd in Nieuw-Amsterdam een tuinbouwschool gesticht en werd medewerking verleend aan de verhuizing van overtollig geworden arbeidskrachten naar elders (o.a. naar Eindhoven, Twente en Zuid-Limburg).
Als adjunct-secretaris werd Jaap Cramer aangetrokken, die in 1934 werd benoemd tot directeur. In dat jaar werd het werkgebied uitgebreid tot de hele provincie Drenthe. Tijdens de Tweede Wereldoorlog doken de medewerkers van Opbouw Drenthe onder, omdat zij geen Duitse invloed accepteerden. Na de Tweede Wereldoorlog werden de opbouwwerkzaamheden weer opgepakt. In 1946 kreeg Opbouw Drenthe de beschikking over Huize Ebbenerve aan de Stationsstraat in Assen als hoofdkantoor. Ook in Emmen beschikte de organisatie over een accommodatie aan de Boslaan. In 1948 werd de vereniging omgezet in een stichting. In 1951 werd Cramer, die benoemd was tot commissaris der Koningin in Drenthe, opgevolgd door zijn naaste medewerkster Jo Boer. Zij had in Amerika kennisgenomen van nieuw ontwikkelde methodieken in het opbouwwerk, zoals de door de Canadese hoogleraar Murray Ross ontwikkelde ideeën over community organisation. Bij Opbouw Drenthe leidde dit tot een nieuwe aanpak van de dorpsontwikkeling, waarbij dorpsbewoners een hoofdrol kregen. De rol van Opbouw Drenthe werd steeds meer dienstverlenend. Uitvoerende taken werden afgestoten naar plaatselijke organisaties.
Na kritiek op het functioneren van de stichting vond in 1972 een grote reorganisatie plaats, waarbij Opbouw Drenthe taken moest overdragen aan de inmiddels nieuwgevormde provinciale raden. Twintig jaar later fuseerden de diverse provinciale organisaties op sociaal-maatschappelijk terrein, inclusief Opbouw Drenthe, tot één nieuwe organisatie STAMM (Staat voor Mens en Maatschappij).